# Aeroporto della Masovia di Varsavia-Modlin
L'Aeroporto di Varsavia-Modlin (IATA: WMI, ICAO: EPMO) è un aeroporto polacco situato a Modlin, una frazione di Nowy Dwór Mazowiecki, 40 km a nord-ovest di Varsavia. È stato aperto nel luglio del 2012 sulle basi di un aeroporto militare in disuso.

## Storia

### Base aerea
Nel 1940, durante la seconda guerra mondiale, l'aeroporto divenne operativo come base aerea della Luftwaffe, l'aviazione militare tedesca. Dopo la guerra, tra il 1945 e il 2000, l'aeroporto fu usato dalle forze aeree polacche e sovietiche. Nel 2000 il ministro della difesa polacco dichiarò chiuso l'aeroporto.

### Aeroporto civile
Nell'aprile del 2005 fu costituita una società per lo sviluppo e la gestione del futuro aeroporto, la Port Lotniczy Modlin Sp. z o.o. il cui nome fu cambiato nel dicembre 2006 in Mazowiecki Port Lotniczy Warszawa Modlin Sp. z o.o..
Concepito per le compagnie aeree low cost, l'8 febbraio 2010 è stato ufficialmente registrato come aeroporto civile presso l'ente polacco per l'aviazione civile (Urząd Lotnictwa Cywilnego).
Nel 2017 l'aeroporto è stato il quinto in ordine di traffico in Polonia, con 2.932.639 passeggeri che hanno utilizzato unicamente la compagnia irlandese Ryanair.